# Bitva na Kolubaře
Bitva na Kolubaře patří mezi válečná střetnutí rakousko-uherské armády s početně slabší a hůře vyzbrojenou armádou Srbska, která se uskutečnila v prvém válečném roce 1914. Bitva byla součásti třetí ofenzivy v srbské kampani, která ale Rakousku-Uhersku v podstatě žádný územní zisk nepřinesla.

## Cíl bitvy

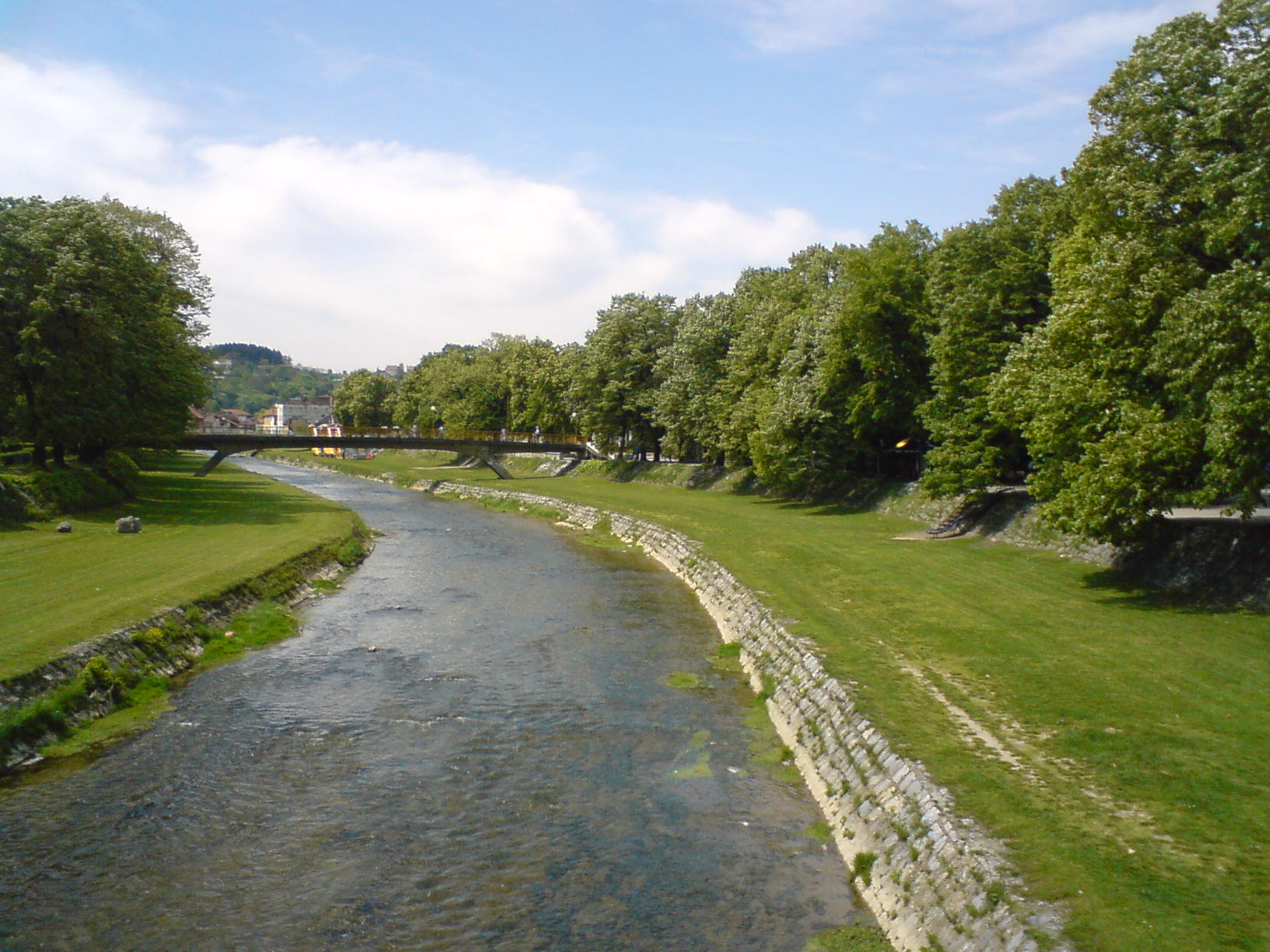
Kolubara, řeka poblíž které byla bitva svedena

Úkolem bylo překročit řeku Kolubaru a obsadit železniční trať z Valjeva do Obrenovace a ztížit tak zásobování srbské armády. Tento plán se jevil, vzhledem k menšímu počtu a hůře vyzbrojenému protivníkovi, rakousko-uherskému generálovi Oskaru Potiorkovi celkem reálný.

## Průběh bitvy
Dobře vyzbrojená rakousko-uherská vojska, tvořená 5. a 6. armádou, o síle asi 450 000 mužů se soustředila na pravém břehu řeky Kolubary. Dne 16. 11. 1914 řeku překročila a chystala se důležitou železniční trať vedoucí do Bělehradu obsadit.
Protivníkem, který jim v tom chtěl rozhodně zabránit, byla slaběji vyzbrojená a méně početná srbská armáda čítající jen asi 250 000 mužů. Do boje byla vedená polním maršálem náčelníkem generálního štábu Radomirem Putnikem a polním maršálem Živojin Mišićem. Ti si byli vědomi svých slabin a promyšleně zaujali pozice na jižním návrší.
K rozhodujícímu okamžiku došlo 3. 12. kdy Srbové nečekaně zaútočili na teprve přesunující se rakousko-uherské jednotky k plánovanému místu bitvy a způsobili nepříteli nečekané ztráty. O dva dny později Srbové opět úspěšně zaútočili a prolomili početnou a zdánlivě silnou rakousko-uherskou obranu. Následujícího dne, 3. 12. 1914, Potiorek zavelel k ústupu a obzvláště krvavá bitva na Kolubaře byla u konce.

## Výsledek bitvy

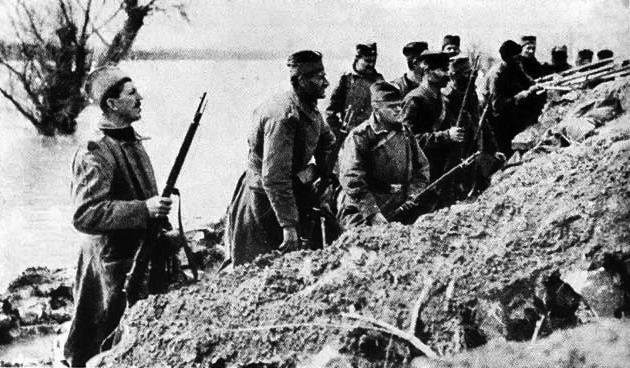
Srbští vojáci na ostrově Ada Ciganlija v Bělehradě

Srbové vítězství využili a do 15. 12. 1914 vytlačili rakousko-uherská vojska z již předtím obsazeného Bělehradu a donutili protivníka ustoupit až za řeku Sávu. Prohraná bitva na řece Kolubaře způsobila, že zájem vrchního velení ve Vídni o srbskou frontu opadl a hlavní rakousko-uherské vojenské síly byly přesunuty na ruskou frontu.
Výsledek bitvy byl tragický především pro Rakousko-Uhersko, které při ní ztratilo kolem 224 000 vojáků (28 000 bylo zabito, 120 000 zraněno a 76 000 zajato). Přišlo také při kvapném ústupu o nemalé množství vojenského materiálu. Mezi padlými bylo i mnoho Čechů. Např. 91. pěší pluk Rakousko-uherské armády, který byl součástí 9. pěší divize, která byla součástí VIII. sboru a 5. armády, zde měl 179 mužů padlých, 891 jich bylo raněno, 324 mužů bylo nezvěstných. Ztráty v srbské armádě byly podstatně menší, ztratili "pouze" asi 133 000 vojáků (22 000 bylo zabito, 92 000 zraněno a 19 000 zajato).
Velitel rakousko-uherské armády Oskar Potiorek byl ve věku 62 let zbaven velení a pensiován; dožil se 80 let. Mimo této bitvy bylo mu vyčítáno i špatné velení při bitvě u Ceru a také lehkovážnost kterou napomohl ke spáchaní sarajevského atentátu na Ferdinanda d'Este.

## Vzpomínky
Téměř 50 000 padlých vojáků bylo společně, bez rozdílu národností, uloženo do krypty chrámu svatého Dimitrije v Lazarevaci a do krypty klášterního kostela svatého Jiří v Ćeliji. Nejkrvavější část bitvy proběhla právě mezi těmito, asi 5 km od sebe vzdálenými místy.